# Clara Cleans Her Teeth
Pour plus de détails, voir Fiche technique et Distribution.
Clara Cleans Her Teeth est un court métrage réalisé par le studio Disney et sorti en 1926. Ce film a été réalisé à la demande du docteur Thomas B. McCrum de Kansas City alors que Walt Disney venait de déménager pour Hollywood.

## Synopsis
La jeune Clara a des problèmes dentaires et refuse d'aller voir son dentiste, jusqu'à ce qu'elle fasse un cauchemar.

## Fiche technique
- Titre original : Clara Cleans Her Teeth
- Animateur[2] : Ub Iwerks
- Scénario[2],[3] : Margaret E. Greenwood, Eleanor M. Fonda.
- Producteur : Walt Disney
- Production : Disney Brothers Studio[3] (Laugh-O-Gram Films[4],[2], crédité par erreur)
- Distributeur : Margaret J. Winkler (1926)
- Date de sortie : 1926
- Format d'image : Noir et Blanc
- Son : muet
- Durée[4] : 10 min
- Langue : (en)
- Pays de production :  États-Unis
- Date de sortie : 1926

 Sauf indication contraire, les informations mentionnées dans cette section peuvent être confirmées par la base de données cinématographiques IMDb,  présente dans la section « Liens externes ».

## Distribution
D'après les sources disponibles, les acteurs sont les suivants, :
- George Morrell : Clara's Father
- Marjorie Sewell : Clara
- Lillian Worth : Clara's Mother

## Commentaires
La séquence du cauchemar a été réalisée en animation par Ub Iwerks. C'est le second film produit pour le Docteur Thomas B.  McCrum près Tommy Tucker's Tooth (1922), produit par le studio Laugh-O-Gram, fermé pour cause de faillite depuis 1923, et qui malgré certaines sources n'est donc pas le studio de production de ce film.